# Kurt Haehling
Kurt Haehling (7 de noviembre de 1893 - 20 de mayo de 1983) fue un general alemán en la Wehrmacht durante la II Guerra Mundial. Fue condecorado con la Cruz de Caballero de la Cruz de Hierro de la Alemania Nazi. Haehling se rindió al Ejército Rojo en mayo de 1945 en la bolsa de Curlandia. Fue retenido hasta 1951.

## Condecoraciones
- Cruz de Caballero de la Cruz de Hierro el 2 de marzo de 1945 como Generalmajor y comandante de la 126. Infanterie-Division[1]